# Harald Schmidt
Harald Franz Schmidt (Neu-Ulm, 18 augustus 1957) is een Duitse presentator, acteur, cabaretier, columnist, entertainer en schrijver.

## Jeugd en opleiding
Harald Schmidt is de zoon van Anton Schmidt (1916-2010) en groeide op in Nürtingen. Zijn vader was afkomstig uit Karlsbad in Westböhmen en zijn moeder uit Brünn in Südmähren. Op jongere leeftijd was hij lid van de katholieke padvinders en groeide op in een streng katholieke familie. Later werd hij na een studie aan de kerkmuziekschool in Rottenburg am Neckar kerkmusicus en werkte als organist in de katholieke gemeenschap St. Johannes in Nürtingen.
Na het eindexamen aan het Hölderlin gymnasium in Nürtingen studeerde hij van 1978 tot 1981 aan de Staatliche Hochschule für Musik und Darstellende Kunst Stuttgart. Om contacten te leggen met de televisie, meldde hij zich in 1983 aan bij de Henri-Nannen-Journalistenschool in Hamburg, maar slaagde er niet in om zich te plaatsen uit 100 kandidaten.

## Carrière

### Als theater- en cabaretacteur
Zijn eerste verbintenis had Harald Schmidt van 1981 tot 1984 bij de Städtische Bühnen in Augsburg. Zijn eerste rol daar was de tweede Mameluk in Nathan der Weise van Gotthold Ephraim Lessing, waarin hij slechts het zinnetje Nur hier herein! mocht spreken. Van 1984 tot 1989 acteerde hij bij het Düsseldorfer Kom(m)ödchen van Kay Lorentz, waar zijn loopbaan als cabaretier begon onder leiding van Lore Lorentz. In 1985 ging hij met zijn eerste soloprogramma Ich hab' schon wieder überzogen op tournee. Meerdere soloprogramma's waren Überstehen ist alles (1988) en Schmidtgift (1992). In het voorjaar van 2002 keerde hij terug bij het theater als dienaar Lucky in het stuk Warten auf Godot van Samuel Beckett. In april van hetzelfde jaar werd hij lid van het ensemble van het Bochumer Schauspielhaus. In de zomer  speelde hij ook in Bochum in het stuk Die Direktoren van Daniel Besse de rol van de vice-directievoorzitter Montparnasse. Vanaf juli 2004 was hij samen met Manuel Andrack en zijn eigen twee uur durende cabaretprogramma's Sprechstunde, Einspruch en Summa cum onderweg. In 2007 speelde hij de arts Diafoirus in het stuk Der eingebildete Kranke van Molière op het podium van het Bolongaropalast in Frankfurt-Höchst.
Sinds de periode 2007 is hij ensemblelid bij het Staatstheater Stuttgart. In oktober 2007 was de première van de liedjesavond Elvis lebt. Und Schmidt kan es beweisen. In oktober 2008 was daar de première van de opvoering van de door Schmidt geplande Hamlet-musical Der Prinz von Dänemark onder de regie van Christian Brey, waarin hijzelf ook enkele rollen speelde. Ten slotte trad hij regelmatig op in producties van de regisseur René Pollesch. In 2012 ging hij op tournee in Duitsland met het Concerto Köln, sprak hij in het zangspel Der Schauspieldirektor (Mozart) de titelrol en zong hij een bariton-partij.

### Als filmacteur
In 1995 was Schmidt samen te zien met Jürgen von der Lippe in de bioscoopfilm Nich' mit Leo. In 1999 volgde een hoofdrol in de film Late Show, waarin hij de programmadirecteur Conny Scheffer speelde. Bovendien trad hij op aan de zijde van talrijke comedianten met een kort optreden in Otto Waalkes bioscoopfilm 7 Zwerge – Männer allein im Wald. In de film Vom suchen und finden der Liebe speelde hij aan de zijde van Anke Engelke een bijrol.
In 2004 zou hij in een RTL-tv-film over de overstromingscatastrofe van 1962 in Hamburg de toenmalige senator Helmut Schmidt typeren, maar hij annuleerde zijn deelname vooraf aan de aankondiging van zijn nieuwe latenightshow Harald Schmidt (ARD). Sinds begin 2008 speelt hij in de ZDF-serie Das Traumschiff de rol van de cruisedirecteur Oskar Schifferle. In de tweedelige tv-serie Teufelsbraten (2008) was hij als vertegenwoordiger van ondergoed te zien. In een in november 2009 uitgezonden aflevering van de ZDF-krimiserie SOKO Stuttgart accepteerde hij een gastrol als leider van een psychiatrische kliniek. In 2011 was hij als presentator van zijn eigen Late Night-show te zien in het drama Halt auf freier Strecke. In 2012 volgde een bijrol in de komedie Zettl. In februari 2015 speelde hij in Das Traumschiff wederom de rol van cruisedirecteur Schifferle. In 2016 speelde hij weer een bijrol in de Rosamunde Pilcher-verfilming Ein Doktor & drei Frauen als Lord Hurrleton.

### Als presentator
Zijn eerste kennismaking met de televisie maakte Schmidt in maart 1988 bij de Sender Freies Berlin met het programma MAZ ab! (1989, Das Erste). Daarna volgden de quizshows Pssst … en Schmidteinander, die hij samen met Herbert Feuerstein tot 1994 presenteerde. Beide uitzendingen werden door de WDR geproduceerd en uitgezonden. Van december 1992 tot maart 1993 volgde een kort tussenspel met de vierdelige show Gala! (ARD). Van oktober 1992 tot mei 1995 presenteerde hij de show Verstehen Sie Spaß? (ARD), die hij had overgenomen van Paola en Kurt Felix.
Van december 1995 tot december 2003 presenteerde Schmidt de Harald Schmidt Show. Vanwege zijn vaak respectloze en cynische humor kreeg hij de door de media bedachte bijnaam Dirty Harry. Deze manier van handelen ten opzichte van zijn 'slachtoffers leverden hem diverse aanklachten op.
In december 2003 maakte hij bekend, dat hij na zijn Late-Night-Show (Sat.1) een creatieve pauze wilde inlassen. Ten gevolge van de overname van de ProSiebenSat.1 Media AG door Haim Saban was enkele dagen van tevoren de toenmalige vriend van Schmidt en bedrijfsleider Martin Hoffmann ontslagen, waarop Schmidt zijn contract niet meer verlengde. Mogelijk waren er meerdere beweegredenen voor zijn vertrek. De opvulling van de vrijgekomen vacature vond plaats op 17 mei 2004 door Anke Engelke met haar show Anke Late Night, die echter weer werd stopgezet op 21 oktober 2004 wegens slechte toeschouwersaantallen. Tijdens zijn eenjarige pauze begaf hij zich op een wereldreis met Manuel Andrach met een cabarettournee.
Het eerste regulaire vervolg van de nieuwe Late-Night-Show Harald Schmidt werd in januari 2005 uitgezonden en omvatte 60 uitzendingen per jaar voor een bedrag van 8 miljoen euro, dit is rond 133.000 per show.
Naast de presentatie van zijn eigen programma was hij in de daaropvolgende jaren steeds weer als presentator te zien in verschillende andere programma's. In februari 2006 presenteerde hij samen met sportreporter Waldemar Hartmann de 60 minuten durende ARD-uitzending Olympia mit Waldi & Harry tijdens de Olympische Winterspelen 2006. In mei 2006 leidde hij als gastpresentator het tv-magazine Report Mainz, dat ter gelegenheid van het 40-jarig jubileum ironisch en zelfkritisch ontworpen was. Samen met Eva Padberg presenteerde hij in november 2006 de Bambi-uitreiking van de Hubert Burda Media in Stuttgart, evenals de Bambi-uitreikingen in 2007 en 2008. In april 2007 leverde hij een bijdrage als gast-presentator bij het Heute-journaal, dat werd bekeken door 4,24 miljoen toeschouwers.
Vanaf oktober 2007 leidde Schmidt samen met de komediant Oliver Pocher het programma Schmidt & Pocher. Deze samenwerking werd in april 2009 beëindigd. In september 2008 accepteerde hij naar aanleiding van het 10-jarige jubileum van NDR Info voor een dag de functie van hoofdredacteur van dit programma. In september 2010 werd bekend, dat Schmidt zijn contract met de ARD niet had verlengd en in plaats daarvan had getekend bij Sat.1.
Op 13 september 2011 werd de eerste editie uitgezonden van de Harald Schmidt Show op Sat.1. Begin januari kreeg de show een extra zenddag, maar in maart 2012 werd bekendgemaakt, dat de show wegens slechte toeschouwersaantallen werd beëindigd. De laatste uitzending was op 3 mei 2012. Op 2 mei echter maakte de betaal-tv-zender Sky  bekend, de show over te nemen, waardoor Schmidt weer zijn eigen Late Night Show kon presenteren, die in maart 2014 voor de laatste keer te zien was op Sky. Schmidt had eerder al aangekondigd dat als Sky de show zou beëindigen, hij zich volledig uit de tv-business terug zou trekken. In februari 2015 presenteerde hij het SRF 1-programma Kulturplatz. Hij accepteerde voor twee afleveringen om presentatrice Nina Mavis Brunner te vervangen.

### Als auteur
Schmidt heeft meerdere boeken geschreven. Bovendien schreef hij van 1994 tot 2013 een wekelijkse rubriek voor het magazine Focus. Enkele van deze rubrieken werden ook verzameld in boekvorm gepubliceerd. In oktober 2003 verscheen het luisterboek van Horst Friedrichs krimiroman Jerry Cotton – Mein erster Fall beim FBI, gelezen door Harald Schmidt.

## Reclame
Zijn eerste reclameverbintenis kreeg hij bij Sat.1 tijdens het wereldkampioenschap voetbal 1998. Sinds het jaar 2000 maakt Schmidt landelijk regelmatig reclame voor meerdere organisaties en bedrijven. In de zomer van 2000 prees hij in tv-spots van T-Online de voordelen van een internet- en ADSL-aansluiting. In januari 2001 poseerde hij in een krantenbericht voor de Duitse Stiftung Pfadfinden als reclamefiguur zonder gage. Vanaf 2002 waren er jaarlijks tv-reclameseries voor het koffiemerk Nescafé van de firma Nestle. De spots werden in de eerste jaren compleet geproduceerd door Schmidts firma Bonito TV.

## Verdere activiteiten
Harald Schmidt ondersteunt het Zentrum gegen Vertreibungen (ZgV), niet alleen met zijn naam, maar ook met financiële schenkingen. Verder heeft hij zitting in de jury van de Franz Werfel-Menschenrechtspreis.
Hij is sinds 2008 beschermheer van de Stiftung Deutsche Depressionshilfe, die hij ondersteunt in hun doel om de situatie van depressieve zieken te verbeteren door financiële ondersteuning, openbare werken en presentatie van het Patientencongress Depression.

## Privéleven
Schmidt woont met zijn partner en vijf kinderen in Keulen-Mariënburg.

## Onderscheidingen
- 1986 - Salzburger Stier – Beste Duitstalige Nachwuchscabaretier
- 1988 - Telestar – Bemoedigingsprijs
- 1992 - Europäischer Fernsehwettbewerb – 1e prijs voor de beste amusementsuitzending
- 1992 - Bronzen Adolf-Grimme-Prijs voor Gala – Weihnachten mit Harald Schmidt (samen met Anke Böttcher)
- 1993 - Goldene Europa – Entertainer van het Jaar
- 1993 - Telestar
- 1993 - Bambi
- 1994 - Goldene Kamera – Grappigste Showmaster voor MAZ ab!
- 1997 - Adolf-Grimme-Prijs voor Die Harald Schmidt Show
- 1997 - Bambi
- 1997 - Goldener Löwe – Beste Showpresentator voor Die Harald Schmidt Show
- 1997 - Telestar – Beste Showpresentator voor Die Harald Schmidt Show
- 1998 - Medienpreis für Sprachkultur der Gesellschaft für deutsche Sprache
- 1998 - Prix Pantheon – Sonderpreis Reif und Bekloppt
- 1999 - Bayerischer Fernsehpreis voor Die Harald Schmidt Show
- 1999 - Radio Regenbogen Award – Lifetime Comedy
- 1999 - Goldene Romy voor Die Harald Schmidt Show
- 2000 - Deutscher Fernsehpreis – Beste Presentatie – Amusement
- 2001 - Deutscher Fernsehpreis – Beste Presentatie – Amusement
- 2001 - Goldener Wuschel van Brisant (ARD) voor zijn verbondenheid met Brisant als onvermoeibare criticus
- 2002 - Adolf-Grimme-Preis im Wettbewerb Spezial voor Die Harald Schmidt Show
- 2002 - Goldene Kamera in de categorie Entertainment
- 2002 - Goldene Feder samen met Manuel Andrack
- 2002 - Bester Nachwuchsschauspieler (beste jonge acteur) van Theater heute (voor Warten auf Godot)
- 2003 - Deutscher Fernsehpreis – Beste Comedy voor Die Harald Schmidt Show
- 2003 - Duits-Franse Journalistenprijs in de categorie Televisie (voor Die Harald Schmidt Show – Le show en français)
- 2003 - Hans-Bausch-Media-Prijs
- 2003 - Hildegard-von-Bingen-Prijs voor Publizistik
- 2003 - NEO Award voor de Sat.1 Homepage www.schmidt.de
- 2003 - OnlineStar voor de Sat.1 Homepage www.schmidt.de.
- 2006 - Prijs van de beledigde toeschouwer
- 2009 - Hans-Peter-Stihl-Prijs
- 2011 - Romy voor Scheitern, Scheitern, besser Scheitern als Beste Dokumentatie TV
- 2012 - Internationale Mendelssohn-Prijs Leipzig
- 2013 - Chevalier de la légion d’honneur

## Tv-presentaties
- 1988–1991: MAZ ab! (West 3, Das Erste)
- 1988–1989: Hollymünd (WDR)
- 1990: Satire-Fest (3Sat)
- 1990–1995; 2007: Pssst... (West 3, Das Erste)
- 1990–1994: Schmidteinander (West 3, Das Erste)
- 1991–1992: Gala (vier edities) (NDR)
- 1992–1995: Verstehen Sie Spaß? (Das Erste)
- 1995–2003, 2011–2014: Die Harald Schmidt Show (Sat.1, Sky)
- 1998: McSchmidt Studio (Sat.1)
- 2004–2007; 2009–2011: Harald Schmidt (Das Erste)
- 2006, 2007, 2008: Bambi-Verleihung (Das Erste)
- 2006: Was tun, Herr Beckenbauer? (ARD-Spezial; Das Erste)
- 2007–2009: Schmidt & Pocher (Das Erste)
- 2006, 2008: Olympia mit Waldi & Harry (Das Erste)
- 2015: Kulturplatz (SRF 1)

## Filmografie

### Films
- 1995: Nich' mit Leo
- 1999: Late Show
- 2004: 7 Zwerge – Männer allein im Wald
- 2005: Vom Suchen und Finden der Liebe
- 2008: Teufelsbraten
- 2011: Halt auf freier Strecke
- 2012: Zettl
- 2016: Rosamunde Pilcher: Ein Doktor & drei Frauen
- 2016: Burg Schreckenstein
- 2017: Timm Thaler oder das verkaufte Lachen

### Tv-series
- 2002: Wilsberg (aflevering: Wilsberg und der letzte Anruf)
- 2008: Unser Charly (aflevering: Gesucht und gefunden)
- sinds 2008: Das Traumschiff (twee rollen, 12 afleveringen)
- 2009: SOKO Stuttgart (aflevering Als geheilt entlassen)

## Geluidsdragers
- 1998: Die besten Harald Schmidt Sprüche, Vol. 1 (Chlodwig Z / Sony Music)
- 1998: Die besten Harald Schmidt Sprüche, Vol. 2 (Chlodwig Z / Sony Music)
- 2004: Schmidtgift (WortArt)
- 2005: LiveMitSchmidt (Deutsche Grammophon)

## Video-albums
- 2000: Harald Schmidt – Respektlos und rezeptfrei (WVG Medien GmbH)
- 2004: Schmidteinander: Das Beste (EuroVideo Medien GmbH)
- 2004: Die Harald Schmidt – The Best of Vol. 1 & 2 + Golden Goals (Studiocanal)
- 2005: Harald Schmidt – Best of Harald Schmidt 2005 (Highlight)
- 2006: Harald Schmidt – Best of Harald Schmidt 2006 (Highlight)
- 2007: Harald Schmidt – Gala (EuroVideo Medien GmbH)
- 2008: Harald Schmidt & Oliver Pocher – Das erste Jahr: Best of (Universal Music)
- 2011: Ich hab schon wieder überzogen / Überstehen ist alles (Hoanzl)
- 2011: Die Harald Schmidt Show – Die ersten 100 Jahre: 1995–2003 (Turbine Medien GmbH / Rough Trade Distribution)
- 2013: Die Harald Schmidt Show – Die zweiten 100 Jahre: 1995–2003 (Turbine Medien GmbH / Rough Trade Distribution)

- Gemeinsame Normdatei: 11569675X
- International Standard Name Identifier: 0000 0001 1490 5685
- Library of Congress Control Number: no2003063446
- MusicBrainz: fb246bea-4226-4dbe-b846-1e76ad6892e0
- Nationale Bibliotheek van Tsjechië: pna2018998055
- Réseau des bibliothèques de Suisse occidentale: 02-A012489725
- Système universitaire de documentation: 080183247
- Virtual International Authority File: 40113817
- WorldCat: E39PBJcgxMRj8RY8X6t7YXf6rq